# Permomatveevia perneri
Permomatveevia
Genre
Espèce
Permomatveevia perneri, unique représentant du genre Permomatveevia, est une espèce fossile de scorpions à l'appartenance familiale incertaine.

## Distribution
Cette espèce a été découverte en Russie dans le kraï de Perm à Matveevo. Elle date du Permien.

## Publication originale
- Dammann, 2017 : « Permomatveevia perneri nov. gen. n. sp., an Early Permian scorpion from Russian Angara-Land. » Early Permian Origin and Evolution of Angiosperms - The Flowering of Angara-Land, p. 102-104.